# LI Corpo d’armata
Das LI Corpo d’armata (deutsch LI. Armeekorps) war ein Korps des Königlich-Italienischen Heeres. Es bestand von September 1943 bis Juni 1944.

## Geschichte
Das LI. Armeekorps wurde am 15. September 1943 aus dem Stab des XI. Armeekorps in Brindisi aufgestellt. Es stand unter dem Kommando des ehemaligen Chefs des italienischen Generalstabes Generale Corpo d’armata Giuseppe De Stefanis. und war das einzige neu aufgestellte Korps des Regio Esercito nach der Verkündung des Waffenstillstandes von Cassibile am 8. September 1943. Gemäß der Waffenstillstandsbedingungen mit den Alliierten wurden dem Korps Sicherungsaufgaben anvertraut. Von der Aufstellung bis zur Auflösung stand das Korps in der von den Alliierten kontrollierten Region Apulien und war mit Küstenschutzaufgaben, der Sicherung von Flugplätzen sowie den Marinestützpunkten in Tarent und Brindisi betraut.
Aus der dem Korps unterstellten 58. Infanterie-Division „Legnano“  wurde noch 1943 der erste auf Seiten der Alliierten kämpfende Kampfverband der italienischen Armee in Brigadestärke, das I Raggruppamento motorizzato, aufgestellt. Am 10. Juni 1944 wurden die dem Korps unterstellten Truppen an das IX. Armeekorps abgegeben und das LI. Armeekorps aufgelöst.

## Befehlshaber
- Generale Corpo d’armata Giuseppe De Stefanis
- Generale di Divisione Giambattista Guccione (ad interim)

## Gliederung
- 13. September 1943
  - 58. Infanterie-Division „Legnano“
  - 152. Infanterie-Division „Piceno“
  - 209. Küsten-Division
  - 210. Küsten-Division
- Anfang 1944
  - 58. Infanterie-Division „Legnano“
  - 104. Infanterie-Division „Mantova“
  - 152. Infanterie-Division „Piceno“
  - 184. Fallschirmjäger-Division „Nembro“
  - 209. Küsten-Division
  - 210. Küsten-Division

Quelle